# Cvetočki
Cvetočki (in russo Цветочки?) è il primo album in studio da solista della cantante russa Lolita Miljavskaja, pubblicato l'8 giugno 2000 dalla JRC Records.

## Tracce
1. Cvetočki – 2:45 (Aleksandr Ružickij)
2. 5 minut razgovora – 3:18 (Michail Orlov)
3. Taksy (in ucraino) – 4:25 (Jevhen Rybčinskij, Arkadij Ukupnik)
4. Ja v žalju (in ucraino) – 3:59 (Jevhen Rybčinskij, Arkadij Ukupnik)
5. Propaščaja – 3:11 (Jevhen Rybčinskij, Arkadij Ukupnik)
6. Ne ostavljaj menja – 3:49 (Michail Orlov)
7. Odinočestvo – 2:49 (Aleksandr Ružickij)
8. Vstreča - razluka – 3:06 (Michail Orlov)
9. Podruga druga – 3:38 (Tat'jana Zalužnaja)
10. Kryl'ja – 3:28 (Michail Orlov)
11. Kolybel'naja – 3:45 (Michail Orlov)
12. Sistema – 4:49 (Сергей Сорокин)
13. Pesnja o ženskoj družbe (con Alëna Apina) – 3:13 (Ol'ga Klimenkova, Lora Kvint)

Durata totale: 46:15